# Mammillaria guillauminiana
Mammillaria guillauminiana là một loài thực vật có hoa trong họ Cactaceae. Loài này được Backeb. mô tả khoa học đầu tiên năm 1952.

## Hình ảnh

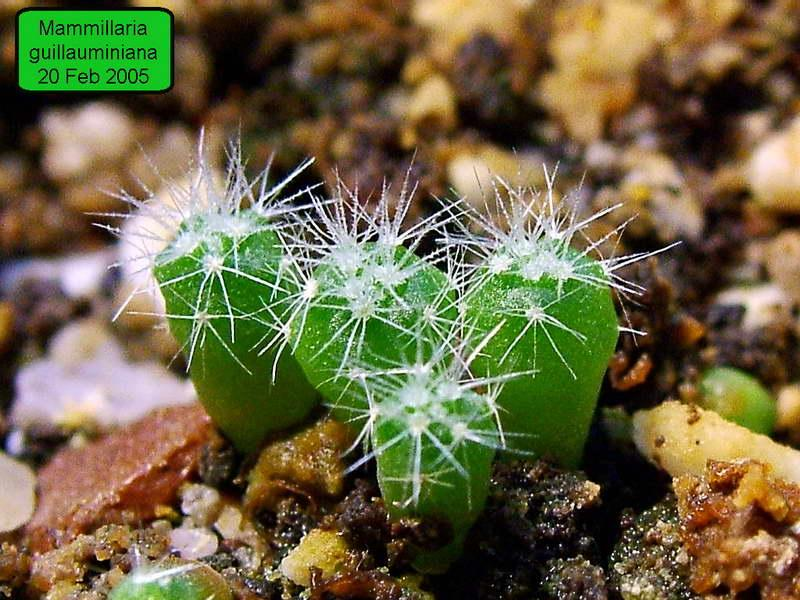